# Франсиско Кахигаль де ла Вега
Франсиско Кахигал де ла Вега (исп. Francisco Antonio Cagigal de la Vega; 6 февраля 1691, Ос-де-Анеро — 1777, Ос-де-Анеро) — испанский военный и государственный деятель, губернатор Кубы (1747—1760) и временный вице-король Новой Испании с 28 апреля по 5 октября 1760 года. Кавалер Ордена Сантьяго.

## Биография
Франсиско Антонио Кахигал де ла Вега родился в 1691 году в Ос-де-Анеро (Кантабрия), в семье Хуана Кахигала Салинаса, юриста королевских советов и депутата хунты в Рибамонтане, и его жены Марианны де ла Вега Асеведо.
Он был братом Фернандо Кахигала де ла Вега, 1-го маркиза Каса Кахигала. Он женился на Висенте Антонии Монсеррат (или Монсеррат) в 1731 году, дочери полковника пехоты Хуана Баутисты Монсеррат-и-Малонда.
В 1727 году он участвовал в осаде Гибралтара, а в 1732 году он вместе с Хуаном Франсиско де Гуэмесом, графом Ревилья-Хигедо, и Луисом де Унсага-и-Амесага, участвовал в завоевании Орана, с тех пор он будет поддерживать профессиональные отношения с граф Ревилья-Хигедо, его непосредственный начальник в будущем и то же самое с Луисом де Унзага, который, в свою очередь, будет его подчиненным в военных миссиях Новой Испании.
Король Испании Филипп V первоначально назначил его главнокомандующим Сантьяго-де-Куба в благодарность за его лояльность и услуги. Когда он прибыл туда в 1741 году, Война за ухо Дженкинса против британцев была в самом разгаре. Вероятно, между Кахигалом и губернатором провинции Куба Хуаном Франсиско де Гуэмес-и-Оркаситасом существовала напряженность.
Британцам под командованием Эдварда Вернона удалось высадиться в заливе Гуантанамо; они осаждали Сантьяго-де-Куба четыре месяца. Несмотря на негативное вмешательство губернатора Гуэмеса, Кахигал был произведен в фельдмаршалы после отступления англичан в 1745 году.
Когда Гуэмес был назначен вице-королем Новой Испании, Кахигал в конце концов занял пост губернатора Кубы в 1747 году. Во время своего пребывания в должности он защищал испанские укрепления во Флориде от нападений британских корсаров. Он позволил продолжить судостроение под руководством Real Compañia de la Habana, которую построил его предшественник, и расширил портовые укрепления Гаваны. В 1760 году произведен в генерал-лейтенанты.
В феврале 1760 года в Мехико скончался действующий вице-король Новой Испании Агустин Ахумада-и-Вильялон. В запечатанных инструкциях на случай смерти, хранящихся в Real Audiencia of Mexico, Кахигал был назначен временным преемником.
Кахигал покинул Гавану 28 марта и прибыл в Мехико 28 апреля 1760 года. За время своего недолгого пребывания в должности до октября он снизил налоги для дальнейшего стимулирования экономики и снял торговые ограничения на железо, сталь и товары Флориды.
В финансовых вопросах он, вероятно, был не очень щепетилен и продавал должности в судебной и таможенной администрации. Обвинения, выдвинутые против него в коррупции, не могли быть доказаны. С восшествием на престол Карлоса III была объявлена всеобщая амнистия, которая мало подействовала из-за многочисленных исключений в Мексике.
Он увеличил численность армии вице-королевства до трех тысяч человек и назначил своего сына командиром роты кавалерийской гвардии в Новой Испании.
В октябре 1760 года он передал наместничество Хоакину де Монтсеррату и вернулся в Гавану в качестве губернатора. Там он оставался до следующего года.
В 1762 году он вернулся в Испанию. Король Карлос III назначил его членом своего военного совета. В Семилетней войне он снова отправился в бой под командованием Педро Абарки, графа Аранды, в Португалии. В 1768 году он стал председателем военного совета. В 1777 году он умер в Ос-де-Анеро.